# لايسين
اللايسين (رمزه: Lys أو K)، هو حمض أميني من نوع α، ويُعد سلفًا للعديد من البروتينات. يحتوي اللايسين على مجموعة α-أمين (وتكون في شكلها المشحون +NH₃ عندما يذوب اللايسين في الماء عند الرقم الهيدروجيني الفيزيولوجي)، ومجموعة α-حمض الكربوكسيل (تكون في شكلها المنزوع البروتون COO− في نفس الظروف)، وسلسلة جانبية (CH₂)₄NH₂ (تكون مُتأينة جزئيًا عند الذوبان في الماء عند pH فيزيولوجي). ولهذا يُصنَّف اللايسين كحمض أميني قاعدي، مشحون (في الماء عند pH فيزيولوجي)، وأليفاتي.
يُشفَّر اللايسين بواسطة الكودونين AAA وAAG. وكما هو الحال مع معظم الأحماض الأمينية الأخرى، فإن ذرة الكربون α في اللايسين هي مركز كيرالي، أي أنها غير متماثلة فراغيًا. وقد يشير اسم "لايسين" إلى أي من المصاوغين المرآتيين أو إلى خليط راسيمي منهما. وفي هذا السياق، يُقصد بـ "اللايسين" الشكل النشط بيولوجيًا وهو L-لايسين، حيث تكون ذرة الكربون α في التشكيلة الفراغية S.
لا يستطيع جسم الإنسان تصنيع اللايسين، ولهذا يُعد من الأحماض الأمينية الأساسية، ويجب الحصول عليه من النظام الغذائي. أما في الكائنات القادرة على تصنيعه، فهناك مساران رئيسيان للتخليق الحيوي هما: مسار ثنائي أمينو البيميليت ومسار α-أمينوأديبات، ويعتمد كل منهما على إنزيمات وركائز مختلفة، ويُوجد هذان المساران في كائنات حية متنوعة. فين حين تحدث عملية هدم اللايسين عبر عدة مسارات أيضية، أبرزها هو مسار السكاروبين.
لللايسين عدة وظائف مهمة في جسم الإنسان، أبرزها تكوين البروتينات، كما يساهم في الربط التبادلي لسلاسل الكولاجين، وامتصاص العناصر المعدنية الأساسية، وكذلك في إنتاج الكارنيتين، الذي يؤدي دورًا حيويًا في استقلاب الأحماض الدهنية. كما يُشارك اللايسين كثيرًا في تعديلات الهستونات، وبالتالي يؤثر في البيئة اللاجينية، وغالبًا ما تشارك مجموعة الأمين ε (−NH₃⁺) في روابط الهيدروجين، وتعمل كقاعدة عامة في التفاعلات التحفيزية. وتقع مجموعة الأمونيوم ε على ذرة الكربون الرابعة من الكربون α، الذي يتصل بمجموعة الكربوكسيل (−COOH).
وبسبب دوره المحوري في العديد من العمليات الحيوية، فإن نقص اللايسين قد يؤدي إلى اضطرابات صحية متعددة مثل خلل في الأنسجة الضامة، واضطرابات في استقلاب الأحماض الدهنية، وفقر الدم، ونقص بروتين-طاقة على مستوى الجسم. وفي المقابل، فإن الزيادة المفرطة في اللايسين نتيجة فشل في هدمه، قد تؤدي إلى اضطرابات عصبية خطيرة.
عزل اللايسين لأول مرة عام 1889 على يد الكيميائي الحيوي الألماني فرديناند هاينريش إدموند دريشيل، وذلك من خلال تحلل البروتين كازين، وأطلق عليه اسم Lysin، المشتق من الكلمة اليونانية λύσις (lysis) وتعني "التحلل" أو "الفك".
وفي عام 1902، تمكّن العالمان الألمانيان إميل فيشر وفريتز فيغيرت من تحديد البنية الكيميائية للايسين من خلال تصنيعه معمليًا.
وقد تم تخصيص الرمز K حرفًا واحدًا للايسين في الشيفرة الجينية، لأنه الأقرب أبجديًا بعد استبعاد الحرف L، الذي خُصص للأحماض الأمينية الأبسط مثل ليوسين، وM الذي خُصص لـ ميثيونين.

## تواجده
ليسين من الحوامض الامينية الأساسية بالنسبة للإنسان, ولإنه لا يتشكل في الجسم يجب أن يتم التزود به عن طريق الغذاء حيث يحتاج الأنسان البالغ يوميا ما يقارب من 14 ميلليغرام من الليسين لكل كيلوغرام من وزن الجسم. يحتاج الأطفال دون سن العاشرة ل 44 ميلليغرام لكل كيلوغرام من وزن الجسم يوميا.
تحتوي جبنه بارميسان, السمك, لحم البقر, حبوب الصويا, العدس والفول السوداني على كمية كبيرة نسبيا من اللايسين.
في كل 100 غرام من هذه المواد تتواجد:
- جبنة بارميسان 3170 مغ
- سمك التونة 2210 مغ
- القريدس 2020 مغ
- لحم الخنزير 2120 مغ
- لحم البقر 2020 مغ
- حبوب الصويا 1900 مغ
- العدس 1890 مغ
- الدجاج 1790 مغ
- الفول السوداني 1100 مغ

انتباه: يتأثر ليسين سلبا في بيئة حارة وجافة كالتحميص على سبيل المثال.

## مهام
يتم التحكم بالحمض الاميني ليسين غالبا عبر الترجمة الوراثية.
وقد يؤدي هذا إلى الاحتفاظ بحالة الشحن (methylierung احادي أو ثنائي) أو التخلص منها عبر (acetylierung
عثر في كولاجين على ليسين معدل وهو هيدروكسي ليسين بمجموعة OH في السلسلة الجانبية.